# Asclepias cordifolia
Asclepias cordifolia, selten auch Herzblättrige Seidenblume genannt, ist eine Pflanzenart der Gattung Seidenpflanzen (Asclepias) aus der Unterfamilie der Seidenpflanzengewächse (Asclepiadoideae).

## Beschreibung

### Erscheinungsbild und Laubblatt
Asclepias cordifolia wächst als ausdauernde, krautige Pflanze und erreicht Wuchshöhen von 20 bis 80 cm. Die steifen, einfachen Stängel sind oft seitlich etwas abgeflacht, blaugrün gefärbt und kahl. 
Die gegenständig, selten auch zu dritt quirlig am Stängel angeordneten Laubblätter sind ungestielt, also sitzend. Die festhäutige oder leicht sukkulente Blattspreite ist eiförmig mit einer breit herzförmigen Spreitenbasis, die den Stängel umschließt und einem gespitzten oder eher stumpfen Ende.

### Blütenstand und Blüte
Die Blütezeit reicht von April bis Juni. An den obersten Knoten (Nodien) des Stängels und endständig werden die doldigen Blütenstände gebildet; sie sind mehr- bis vielblütig und kahl. Der feste Blütenstandsschaft ist bis zu 7 cm lang oder fehlt. Der fadenförmige Blütenstiel ist 2 bis 4 cm lang. 
Die relativ kleinen, zwittrigen, radiärsymmetrischen, fünfzähligen Blüten sind purpurfarben oder violett. Die fünf Kelchblätter sind eiförmig-lanzettförmig, etwa 3 mm lang und kahl. Die fünf Kronblätter sind weit zurückgebogen. Die Kronblattzipfel sind 6 bis 8 mm lang. Das weiße bis hellrosafarbene Gynostegium sitzt auf einem kurzen, breit konusförmigen, etwa 1,5 mm hohen Stiel, der einen Durchmesser von 2,5 mm besitzt. Die staminalen Nebenkronenzipfel sind sackförmig, ungefähr 3 mm lang, gestutzt aber mit deutlichen seitlichen Aurikeln (Öhrchen). Interstaminale Nebenkronenzipfel fehlen.

### Frucht und Samen
Die aufrecht auf aufrechten oder auch nach unten gebogenen Stielen stehenden, kahlen Balgfrüchte sind bei einer Länge von 7 bis 12 cm und einem Durchmesser von 1,5 bis 2 cm schlank-spindelförmig. Die Samen sind bei einer Länge von etwa 8 mm lang breit-eiförmig und besitzen einen 3 bis 3,5 cm langen, weißen Haarschopf. 

## Ökologie
Asclepias cordifolia ist eine wichtige Nahrungspflanze für die Raupen des Monarchfalters (Danaus plexippus).

## Vorkommen
Asclepias cordifolia kommt in den Vereinigten Staaten in den Bundesstaaten Kalifornien, Nevada und Oregon vor. Sie wächst dort am Fuß von Hängen, auf steinigen Hängen, in Gebirgswäldern und im Chaparral. 

## Systematik
Die Erstbeschreibung dieser Art erfolgte 1849 unter dem Namen Acerates cordifolia durch George Bentham in Plantas Hartwegianas imprimis Mexicanas, S. 323. Sie wurde 1901 unter dem Namen Asclepias cordifolia durch Willis Linn Jepson in A Flora of Western Middle California, S. 384 in die Gattung Asclepias gestellt. Weitere Synonyme für Asclepias cordifolia (Benth.) Jeps. sind: Acerates atropurpurea Kellogg, Asclepias acornuta Kellogg, Gomphocarpus cordifolius (Benth.) Benth. ex A.Gray.